# Chocolates El Rey
Chocolates El Rey es una compañía chocolatera venezolana fundada en febrero de 1929 por José Rafael Zozaya y Carmelo Tuozzo, que tiene presencia en los mercados internacionales. Fabrican sus productos con cacao 100% venezolano.

## Historia
En febrero de 1929, José Rafael Zozaya y Carmelo Tuozzo fundan en Caracas una compañía chocolatera, «Tuozzo, Zozaya y Compañía», que crea el chocolate «El Rey». Años después, en 1973, José Rafael Zozaya se asocia con la familia Redmond y pasa de ser un negocio familiar a una compañía anónima, pasándose a llamar Chocolates El Rey, el mismo de los productos elaborados en la fábrica desde 1929.
En 1979 construyen una nueva fábrica en Cumaná para trasladar allí todas las operaciones de la fábrica. Luego de 10 años de un período estable de la fábrica, Chocolates El Rey inicia en 1989 una nueva etapa de transformación e impulso que lo lleva a comenzar la exportación de sus productos.
Con la apertura en 1995 de una nueva y moderna planta de Chocolates El Rey en Barquisimeto, en donde se integran todas las operaciones industriales, se inicia una nueva etapa internacional de la empresa con las primeras exportaciones hacia Estados Unidos. Este fue el comienzo de la expansión internacional de la fábrica, en 1997 se inician exportaciones a Colombia, Surinam, Trinidad y Tobago, Curazao y Aruba. En 1998 se inician exportaciones de cobertura de chocolate a Japón.
En 2001 obtienen el certificado ISO-9002 (otorgado por Fondonorma), el cual ratifica los altos estándares de calidad de la compañía en conformidad con los requerimientos de COVENIN-ISO.
En su ranking de 2011, la guía estadounidense The Fifty Best posicionó a Chocolates el Rey en el número diez de la lista de los mejores 50 chocolates del mundo.